# Daniel Savu
Daniel Savu (n. 13 decembrie 1960, Ploiești, România) este un politician român, fost membru al PSD.

## Biografie
Daniel Savu s-a născut la 13 decembrie 1960, în Ploiești, Prahova. A absolvit Facultatea de Aeronave București (1985). A urmat „Colegiul Național de Apărare” (2008). 
A fost inginer la Întreprinderea de Construcții Aeronautice Brașov (1985-1991) și la Institutul de Cercetări Aerospațiale M.Ap.N., Crângu lui Bot (1991-1992). Înainte să se înscrie în PSD, în 2000, Daniel Savu a fost ofițer, Serviciul Român de Informatii Prahova (1992-1999).. În perioada 1999-2000 a fost director la „Pro Bio-Cercetare" SA, Ploiești. A fost consilier municipal în Ploiești.
În timpul guvernării PSD (2000-2004), Savu a fost directorul filialei prahovene a APAPS (actualul AVAS) (2001-2004).
În 2004, Daniel Savu a fost numit președintele executiv al PSD Prahova.
În anul 2007, Savu a devenit senator, după decesul lui Antonie Iorgovan.
La începutul lunii aprilie 2016, a demisionat din PSD.
În cadrul activității sale parlamentare, Daniel Savu a fost membru în următoarele grupuri parlamentare de prietenie:
- Legislatura 2004-2008: Republica Kazahstan, Ucraina, Georgia, Republica Argentina;
- Legislatura 2008-2008: Republica Finlanda, Republica Armenia, Japonia;
- Legislatura 2012-2016: Sultanatul Oman, Japonia, Republica Franceză-Senat.

În legislatura 2008-2012, Daniel Savu a inițiat 28 de propuneri legislative din care 4 au fost promulgate legi iar legislatura 2012-2016 a inițiat 57 de propuneri legislative din care 15 au fost promulgate legi.